# Anton Henneka
Anton Alfred Henneka (* 8. Juni 1900 in Ettlingen; † 29. Februar 1984 in Baierbrunn) war ein deutscher Richter.
Seit 1926 war Henneka im Justizdienst und amtierte bis 1950 als Landgerichtsdirektor in Konstanz. Dort leitete er vom 25. bis 28. Februar 1947 die zweite Hauptverhandlung im Prozess gegen Heinrich Tillessen, der wegen Beteiligung an der Ermordung Matthias Erzbergers zu 15 Jahren Freiheitsentzug verurteilt wurde, wobei ihm die Reststrafe 1958 nach mehreren Gnadengesuchen erlassen wurde. Von 1950 bis 1953 war Henneka Richter am Bundesgerichtshof, bis er nach seiner Wahl durch den Bundestag am 7. September 1951 Richter des Bundesverfassungsgerichts wurde. Dort gehörte er dem Zweiten Senat an, bis er am 20. Dezember 1968 wegen Erreichens der Altersgrenze ausschied. Sein Nachfolger wurde der Richter Hans-Justus Rinck.
Er war seit 1919 Mitglied der katholischen Studentenverbindung K.D.St.V. Vindelicia München.

## Ehrungen
- 1968: Großes Verdienstkreuz mit Stern und Schulterband der Bundesrepublik Deutschland